# Liste des codes OACI des aéroports/S
Pour un article plus général, voir Liste des codes OACI des aéroports.
- A
- B
- C
- D
- E
- F
- G
- H
- I
- J
- K
- L
- M
- N
- O
- P
- Q
- R
- S
- T
- U
- V
- W
- X
- Y
- Z

Format des données :
- Code OACI  – Nom de l'aérodrome – Ville desservie (département) – Altitude aérodrome – Nombre de pistes (remarques)

## SA
Argentine :
- SABE : Aeroparque Jorge Newbery
- SAEZ : Aéroport international Ezeiza
- SADF : Aéroport international de San Fernando
- SATR : Aéroport Teniente Daniel Jukic
- SAWG : Aéroport international Piloto Civil Norberto Fernández
- SAWH : Aéroport international d'Ushuaïa

## SB
Brésil :
- SBBE : Aéroport international de Belém, Para
- SBBR : Aéroport international Presidente Juscelino Kubitschek, Brasília, District fédéral,
- SBCF : Aéroport International Tancredo Neves, Belo Horizonte, Minas Gerais, 828 m alt, 1 piste
- SBCH : Aéroport de Chapecó
- SBCM : Aéroport Diomício Freitas
- SBCT : Aéroport international de Curitiba, Paraná, 911 m alt, 2 pistes
- SBFL : Aéroport international Hercílio-Luz
- SBFZ : Aéroport international de Fortaleza
- SBGL : Aéroport international de Rio de Janeiro - Galeão
- SBGR : Aéroport international de São Paulo - Guarulhos
- SBJP : Aéroport international Presidente Castro Pinto
- SBKP : Aéroport international de Viracopos/Campinas
- SBMO : Aéroport international Zumbi dos Palmares
- SBNF : Aéroport international Ministro Victor Konder
- SBPA : Aéroport international Salgado Filho
- SBPK : Aéroport international de Pelotas
- SBRF : Aéroport international de Recife
- SBRJ : Aéroport Santos Dumont
- SBSL : Aéroport international Marechal Cunha Machado
- SBSP : Aéroport international de Congonhas
- SBSV : Aéroport international de Salvador
- SSVL : Aéroport de Telêmaco Borba
- SBUG : Aéroport international Rubem Berta

## SC
Chili :
- SCCI : Aéroport international Presidente Carlos Ibáñez del Campo, Punta Arenas
- SCEL : Aéroport international Arturo Merino Benítez, Santiago
- SCGZ : Aéroport Guardia Marina Zañartu, Puerto Williams
- SCIP : Aéroport international Mataveri, Hanga Roa

## SD
Brésil :
- SDSC : Aéroport de São Carlos, São Carlos

## SE
Équateur :
- SEGS : Aéroport Seymour
- SEGU : Aéroport international José Joaquín de Olmedo, Guayaquil
- SEQU : Aéroport international de Mariscal Sucre, Quito
- SEST : Aéroport de San Cristóbal

## SF
Îles Falkland: 
- SFAL: Aérodrome de Port Stanley

## SG
Paraguay :
- SGAS : Aéroport international Silvio Pettirossi, Asunción

## SI
Brésil :
- SIZX: Aéroport de Juara

## SJ
Brésil :
- SJHG: Aéroport de Confresa

## SK
Colombie :
- SKAR : Aéroport international El Edén, Armenia
- SKBG : Aéroport international Palonegro, Bucaramanga,
- SKBO : Aéroport international El Dorado, Bogota
- SKBQ : Aéroport international Ernesto Cortissoz, Barranquilla
- SKCC : Aéroport international Camilo Daza, Cùcuta
- SKCG : Aéroport international Rafael Núñez, Cartagènes
- SKCL : Aéroport international Alfonso Bonilla Aragón, Cali
- SKLT : Aéroport international Alfredo Vásquez Cobo, Leticia
- SKPE : Aéroport international Matecaña, Pereira
- SKRG : Aéroport international José María Córdova, Medellin
- SKSM : Aéroport international Simón-Bolívar, Santa Marta
- SKSP : Aéroport international Gustavo Rojas Pinilla, San Andrés

## SL
Bolivie :
- SLLP : Aéroport international El Alto, La Paz
- SLVR : Aéroport international de Viru Viru, Santa Cruz de La Sierra

## SM
Surinam :
- SMJP : Aéroport international Johan Adolf Pengel, Paramaribo

## SN
Brésil :
- SNBX: Aérodrome de Barra

## SO
Guyane française 
Voir aussi Liste des aérodromes français (triée par département)
ou Liste des codes OACI des aéroports français (triée par code OACI pour la France y compris outremer)
ou Catégorie:Aéroport en Guyane
- SOCA : Aéroport international Félix-Éboué, Cayenne
- SOGS : Aérodrome de Grand-Santi, Grand-Santi
- SOOA : Aérodrome de Maripasoula, Maripasoula
- SOOG : Aérodrome de Saint-Georges-de-l'Oyapock, Saint-Georges-de-l'Oyapock
- SOOM : Aérodrome de Saint-Laurent-du-Maroni, Saint-Laurent-du-Maroni
- SOOR : Aérodrome de Régina, Régina
- SOOS : Aérodrome de Saül, Saül

## SP
Pérou
- SPIM : Aéroport international Jorge Chávez, Lima
- SPQU : Aéroport Rodriguez Ballon, Arequipa
- SPZO : Aéroport international Alejandro Velasco Astete, Cuzco

## SQ
Colombie :
- SQRQ : Aéroport d'Arboletes

## SS
Brésil :
- SSOU: Aéroport d'Aripuanã

## SU
Uruguay :
- SUMU : Aéroport international de Carrasco

## SV
Venezuela :
- SVAN : Aéroport d'Anaco, Anaco
- SVBM : Aéroport international Jacinto Lara, Barquisimeto
- SVMI : Aéroport international Maiquetía ~ Simón Bolívar
- SVVA : Aéroport international Arturo Michelena  * SVMD : Aéroport international Alberto Carnevalli

## SW
Brésil :
- SWRA : Aéroport d'Arraias, Tocantins, Brésil

## SY
Guyana :
- SYEC: Aéroport d'Ogle